# Tony Sylva
Tony Mario Sylva (Guédiawaye, 1975. május 17. –) szenegáli válogatott labdarúgó kapus, jelenleg a török Trabzonspor játékosa. Sylva volt az AC Ajaccio, az AS Monaco és a Lille OSC játékosa is. Emlékezetes volt, amikor az országát vezényelte a 2002-es labdarúgó-világbajnokságon, ahol eljutottak a negyeddöntőbe, amely során Törökországtól aranygóllal szenvedtek vereséget.

## Díjai
- Ligue 1 bajnok: 2000, a Monacoval
- Ligue 1 második helyezett: 2005, a Lille-lel